# Karel Velan
Pour les articles homonymes, voir Velan.
A. Karel Velan, né à Ostrava (Tchécoslovaquie) le 8 février 1918 et mort à Montréal le 29 septembre 2017, est un physicien, un ingénieur et un homme d'affaires québécois.

## Biographie
Originaire de Tchécoslovaquie, il y obtient une maîtrise en génie mécanique et arrive au Canada en 1949 pour fuir le régime communiste.
Il met au point son premier purgeur à vapeur en 1950 et le fait breveter dans plusieurs pays, et reçoit des contrats de l’US Navy.
Il est également un homme d'affaires qui a fondé la compagnie Velan Inc. à Ville Saint-Laurent, laquelle se spécialise dans la robinetterie industrielle. 
À côté de ses activités industrielles, Karel Velan se consacre à la cosmologie. Son œuvre scientifique s'inscrit dans la théorie des multivers. Il a publié sa théorie cosmologique en 1992, et elle a connu un certain succès auprès du public et de la communauté scientifique[réf. nécessaire].  
Il a trouvé son inspiration a écoutant le film Le jour après en 1983. Il était déçu du fait que les théories de l'époque ne proposaient pas d'étude scientifique de l'univers avant le seuil de 10-45 secondes après sa naissance. 
Ses différents univers sont chacun configurés selon les lois de la physique et vivent indépendamment. Ils sont créés lorsque les rayons gamma interagissent avec des particules virtuelles pour créer la matière et la lumière.
Ayant poursuivi ses recherches, il est de l'avis que l'univers est fermé, qu'il a été créé il y a dix-huit milliards d'années et qu'il y aura un « Big Crunch » lorsque l'univers sera âgé de 71 milliards d'années.
Cadranier, il a aussi installé un grand cadran sur le restaurant Hélène de Champlain, qui est disparu depuis. Il a financé la création d'une salle consacrée à la cosmologie à l'ASTROLab du Parc national du Mont-Mégantic, salle inaugurée à l'été 2001.
Il réside à Westmount, près de Montréal, et ses trois fils travaillent auprès de lui depuis plus de trente ans. 
Il a reçu l'Ordre national du Québec. L'Université Concordia lui a remis la coupe Distinction en 1995 et il est sacré meilleur entrepreneur québécois de l'année en 1996. L'industrie américaine de la robinetterie l'élit à son temple de la renommée en 2002.
En 2002, l'organisme La rue des Femmes de Montréal inaugure La Maison Olga, du nom de la conjointe de M. Velan, en hommage à leur soutien au financement du projet.
En 2005, Karel Velan est de passage à Mont-Tremblant afin de souligner l'inauguration du Pavillon Velan, un observatoire astronomique situé au Domaine Saint-Bernard. Le pavillon a été nommé en son honneur pour le remercier du don d'un million de dollars fait à la fiducie du Domaine pour la construction du pavillon et l'achat de matériel.

## Distinctions
- Ordre national du Québec Chevalier en 2005
- Officier de l'Ordre de Montréal en 2017[4].